# 各年のインドの一覧

インドの国旗

各年のインドの一覧（かくねんのインドのいちらん）は、インドの各年ごとの記事の一覧。この一覧ではインドの各年ごとの記事の他、各世紀と各年代、インドの各分野における各年ごとの記事についても取り扱う。

## 一覧

### ムガル帝国

#### 16世紀
- 1500年代
  - 1500年のインド（英語版） 1501年のインド（英語版） 1502年のインド（英語版） 1503年のインド（英語版） 1504年のインド（英語版）
  - 1505年のインド（英語版） 1506年のインド（英語版） 1507年のインド（英語版） 1508年のインド（英語版） 1509年のインド（英語版）
- 1510年代
  - 1510年のインド（英語版） 1511年のインド（英語版） 1512年のインド（英語版） 1513年のインド（英語版） 1514年のインド（英語版）
  - 1515年のインド（英語版） 1516年のインド（英語版） 1517年のインド（英語版） 1518年のインド（英語版） 1519年のインド（英語版）
- 1520年代
  - 1520年のインド（英語版） 1521年のインド（英語版） 1522年のインド（英語版） 1523年のインド（英語版） 1524年のインド（英語版）
  - 1526年のインド（英語版） 1527年のインド（英語版） 1528年のインド（英語版） 1529年のインド（英語版）
- 1530年代
  - 1530年のインド（英語版） 1531年のインド（英語版） 1532年のインド（英語版） 1533年のインド（英語版） 1534年のインド（英語版）
  - 1535年のインド（英語版） 1536年のインド（英語版） 1538年のインド（英語版） 1539年のインド（英語版）
- 1540年代
  - 1540年のインド（英語版） 1541年のインド（英語版） 1542年のインド（英語版） 1544年のインド（英語版）
  - 1545年のインド（英語版） 1546年のインド（英語版） 1547年のインド（英語版） 1549年のインド（英語版）
- 1550年代
  - 1550年のインド（英語版） 1551年のインド（英語版） 1552年のインド（英語版） 1553年のインド（英語版） 1554年のインド（英語版）
  - 1555年のインド（英語版） 1556年のインド（英語版） 1557年のインド（英語版） 1558年のインド（英語版） 1559年のインド（英語版）
- 1560年代
  - 1562年のインド（英語版） 1563年のインド（英語版） 1564年のインド（英語版）
  - 1565年のインド（英語版） 1566年のインド（英語版） 1567年のインド（英語版） 1569年のインド（英語版）
- 1570年代
  - 1570年のインド（英語版） 1572年のインド（英語版） 1573年のインド（英語版） 1574年のインド（英語版）
  - 1575年のインド（英語版） 1577年のインド（英語版） 1579年のインド（英語版）
- 1580年代
  - 1580年のインド（英語版） 1581年のインド（英語版） 1582年のインド（英語版） 1583年のインド（英語版） 1584年のインド（英語版）
  - 1585年のインド（英語版） 1586年のインド（英語版） 1587年のインド（英語版）
- 1590年代
  - 1590年のインド（英語版） 1591年のインド（英語版） 1592年のインド（英語版） 1593年のインド（英語版） 1594年のインド（英語版）
  - 1595年のインド（英語版） 1596年のインド（英語版） 1597年のインド（英語版） 1598年のインド（英語版） 1599年のインド（英語版）

### イギリス領インド帝国

#### 17世紀
- 1600年代
  - 1600年のインド（英語版） 1605年のインド（英語版） 1606年のインド（英語版）
- 1610年代
  - 1612年のインド（英語版） 1613年のインド（英語版） 1615年のインド（英語版）
- 1620年代
  - 1621年のインド（英語版） 1627年のインド（英語版） 1629年のインド（英語版）
- 1630年代
  - 1632年のインド（英語版）
- 1640年代
  - 1644年のインド（英語版）
- 1650年代
  - 1652年のインド（英語版） 1659年のインド（英語版）
- 1660年代
  - 1661年のインド（英語版） 1663年のインド（英語版） 1668年のインド（英語版）
- 1680年代
  - 1687年のインド（英語版）
- 1690年代
  - 1696年のインド（英語版）

#### 18世紀
- 1700年代
  - 1707年のインド（英語版）
- 1720年代
  - 1721年のインド（英語版）
- 1730年代
  - 1739年のインド（英語版）
- 1740年代
  - 1748年のインド（英語版）
- 1750年代
  - 1751年のインド（英語版） 1753年のインド（英語版）
  - 1755年のインド（英語版） 1756年のインド（英語版） 1757年のインド（英語版） 1758年のインド（英語版）
- 1760年代
  - 1760年のインド（英語版） 1761年のインド（英語版） 1762年のインド（英語版） 1763年のインド（英語版）
  - 1765年のインド（英語版） 1767年のインド（英語版） 1769年のインド（英語版）
- 1770年代
  - 1772年のインド（英語版） 1774年のインド（英語版）
- 1780年代
  - 1780年のインド（英語版） 1782年のインド（英語版） 1785年のインド（英語版） 1786年のインド（英語版） 1788年のインド（英語版）
- 1790年代
  - 1790年のインド（英語版） 1793年のインド（英語版）
  - 1795年のインド（英語版） 1796年のインド（英語版） 1798年のインド（英語版） 1799年のインド（英語版）

#### 19世紀
- 1800年代
  - 1801年のインド（英語版） 1802年のインド（英語版） 1803年のインド（英語版） 1804年のインド（英語版）
  - 1805年のインド（英語版） 1806年のインド（英語版） 1807年のインド（英語版）
- 1810年代
  - 1811年のインド（英語版） 1813年のインド（英語版） 1814年のインド（英語版） 1817年のインド（英語版） 1818年のインド（英語版）
- 1820年代
  - 1822年のインド（英語版） 1823年のインド（英語版） 1824年のインド（英語版）
  - 1827年のインド（英語版） 1828年のインド（英語版） 1829年のインド（英語版）
- 1830年代
  - 1830年のインド（英語版）
  - 1835年のインド（英語版） 1836年のインド（英語版） 1837年のインド（英語版） 1838年のインド（英語版） 1839年のインド（英語版）
- 1840年代
  - 1840年のインド（英語版） 1841年のインド（英語版） 1842年のインド（英語版） 1843年のインド（英語版） 1844年のインド（英語版）
  - 1845年のインド（英語版） 1846年のインド（英語版） 1848年のインド（英語版） 1849年のインド（英語版）
- 1850年代
  - 1850年のインド（英語版） 1851年のインド（英語版） 1852年のインド（英語版） 1853年のインド（英語版） 1854年のインド（英語版）
  - 1855年のインド（英語版） 1856年のインド（英語版） 1857年のインド（英語版） 1858年のインド（英語版） 1859年のインド（英語版）
- 1860年代
  - 1860年のインド（英語版） 1861年のインド（英語版） 1862年のインド（英語版） 1863年のインド（英語版） 1864年のインド（英語版）
  - 1865年のインド（英語版） 1866年のインド（英語版） 1867年のインド（英語版） 1868年のインド（英語版） 1869年のインド（英語版）
- 1870年代
  - 1870年のインド（英語版） 1871年のインド（英語版） 1872年のインド（英語版） 1873年のインド（英語版） 1874年のインド（英語版）
  - 1875年のインド（英語版） 1876年のインド（英語版） 1877年のインド（英語版） 1878年のインド（英語版） 1879年のインド（英語版）
- 1880年代
  - 1880年のインド（英語版） 1881年のインド（英語版） 1882年のインド（英語版） 1883年のインド（英語版） 1884年のインド（英語版）
  - 1885年のインド（英語版） 1886年のインド（英語版） 1887年のインド（英語版） 1888年のインド（英語版） 1889年のインド（英語版）
- 1890年代
  - 1890年のインド（英語版） 1891年のインド（英語版） 1892年のインド（英語版） 1893年のインド（英語版） 1894年のインド（英語版）
  - 1895年のインド（英語版） 1896年のインド（英語版） 1897年のインド（英語版） 1898年のインド（英語版） 1899年のインド（英語版）
- 1900年代
  - 1900年のインド（英語版）

#### 20世紀
- 1900年代
  - 1901年のインド（英語版） 1902年のインド（英語版） 1903年のインド（英語版） 1904年のインド（英語版）
  - 1905年のインド（英語版） 1906年のインド（英語版） 1907年のインド（英語版） 1908年のインド（英語版） 1909年のインド（英語版）
- 1910年代
  - 1910年のインド（英語版） 1911年のインド（英語版） 1912年のインド（英語版） 1913年のインド（英語版） 1914年のインド（英語版）
  - 1915年のインド（英語版） 1916年のインド（英語版） 1917年のインド（英語版） 1918年のインド（英語版） 1919年のインド（英語版）
- 1920年代
  - 1920年のインド（英語版） 1921年のインド（英語版） 1922年のインド（英語版） 1923年のインド（英語版） 1924年のインド（英語版）
  - 1925年のインド（英語版） 1926年のインド（英語版） 1927年のインド（英語版） 1928年のインド（英語版） 1929年のインド（英語版）
- 1930年代
  - 1930年のインド（英語版） 1931年のインド（英語版） 1932年のインド（英語版） 1933年のインド（英語版） 1934年のインド（英語版）
  - 1935年のインド（英語版） 1936年のインド（英語版） 1937年のインド（英語版） 1938年のインド（英語版） 1939年のインド（英語版）
- 1940年代
  - 1940年のインド（英語版） 1941年のインド（英語版） 1942年のインド（英語版） 1943年のインド（英語版） 1944年のインド（英語版）
  - 1945年のインド（英語版） 1946年のインド（英語版） 1947年のインド（英語版）

### インド共和国

#### 20世紀
- 1940年代
  - 1947年のインド（英語版） 1948年のインド（英語版） 1949年のインド（英語版）
- 1950年代
  - 1950年のインド（英語版） 1951年のインド（英語版） 1952年のインド（英語版） 1953年のインド（英語版） 1954年のインド（英語版）
  - 1955年のインド（英語版） 1956年のインド（英語版） 1957年のインド（英語版） 1958年のインド（英語版） 1959年のインド（英語版）
- 1960年代
  - 1960年のインド（英語版） 1961年のインド（英語版） 1962年のインド（英語版） 1963年のインド（英語版） 1964年のインド（英語版）
  - 1965年のインド（英語版） 1966年のインド（英語版） 1967年のインド（英語版） 1968年のインド（英語版） 1969年のインド（英語版）
- 1970年代
  - 1970年のインド（英語版） 1971年のインド（英語版） 1972年のインド（英語版） 1973年のインド（英語版） 1974年のインド（英語版）
  - 1975年のインド（英語版） 1976年のインド（英語版） 1977年のインド（英語版） 1978年のインド（英語版） 1979年のインド（英語版）
- 1980年代
  - 1980年のインド（英語版） 1981年のインド（英語版） 1982年のインド（英語版） 1983年のインド（英語版） 1984年のインド（英語版）
  - 1985年のインド（英語版） 1986年のインド（英語版） 1987年のインド（英語版） 1988年のインド（英語版） 1989年のインド（英語版）
- 1990年代
  - 1990年のインド（英語版） 1991年のインド（英語版） 1992年のインド（英語版） 1993年のインド（英語版） 1994年のインド（英語版）
  - 1995年のインド（英語版） 1996年のインド（英語版） 1997年のインド（英語版） 1998年のインド（英語版） 1999年のインド（英語版）
- 2000年代
  - 2000年のインド（英語版）

#### 21世紀
- 2000年代
  - 2001年のインド（英語版） 2002年のインド（英語版） 2003年のインド（英語版） 2004年のインド（英語版）
  - 2005年のインド（英語版） 2006年のインド（英語版） 2007年のインド（英語版） 2008年のインド（英語版） 2009年のインド
- 2010年代
  - 2010年のインド 2011年のインド（英語版） 2012年のインド（英語版） 2013年のインド（英語版） 2014年のインド（英語版）
  - 2015年 2016年 2017年 2018年 2019年
- 2020年代 : 2020年 2021年 2022年 2023年 2024年 2025年 2026年 2027年 2028年 2029年
- 2030年代 : 2030年 2031年 2032年 2033年 2034年 2035年 2036年 2037年 2038年 2039年

## 文化と芸術

### 映画
- List of Assamese films（英語版）
- List of Bengali films（英語版）
- Lists of Bollywood films（英語版）
- List of Kannada-language films（英語版）
- List of Malayalam films（英語版）
- List of Marathi films（英語版）
- List of Tamil-language films（英語版）
- List of Telugu-language films（英語版）